# Nonchaloir (Indiferencia)
Nonchaloir (Indiferencia), también titulado Reposo, es una pintura de 1911 del pintor estadounidense John Singer Sargent. Es un retrato de su sobrina Rose-Marie Ormond, que aparece reclinada y adormecida en un sofá. La obra se encuentra en la colección de la Galería Nacional de Arte en Washington D. C. desde 1948.

## Contexto
En 1911, Sargent pasó un período en Suiza con su hermana Violet (1870-1955), que estaba casada con Francis Ormond, hijo de un rico fabricante de puros suizo. Esta estancia es notable, ya que Sargent nunca había estado muy entusiasmado con el cónyuge de su hermana, ya que la familia Sargent habría preferido que Violet se casara con un estadounidense.
Violet y Francis Ormond tuvieron dos hijos, Rose-Marie (1893-1918) y Conrad. Durante su estancia en Suiza, Sargent mostró a Rose-Marie, de apenas 18 años, en Nonchaloir. La vida de Rose-Marie, descrita como una niña sensible, que también escribía poemas, tuvo un final trágico. En 1913 se casó con el francés Robert André-Michel. Sin embargo, un año más tarde, al estallar la Primera Guerra Mundial, el joven tuvo que alistarse en el ejército francés y murió ese mismo año en Soissons. Violet luego se ofreció como enfermera voluntaria en un hospital para víctimas ciegas de la guerra en Reuilly. El 29 de marzo de 1918 murió en un bombardeo en la iglesia de Saint-Gervais-Saint-Protais, a los 24 años en París. Fue identificada por su anillo de boda.

Sargent: Gaseados, 1918, Museo Imperial de la Guerra.

Sargent se sintió profundamente conmovido por la muerte de Rose-Marie. En su memoria, pintó su imponente, de seis metros de ancho, Gaseados en 1919, en el que un grupo de soldados británicos cegados por el gas mostaza caminan en fila hacia la enfermería del campamento. La obra se incluyó en el Museo Imperial de la Guerra de Londres, donde aún se exhibe.

## Descripción
Sargent probablemente pintó Nonchaloir "simplemente" para su propio placer. Su sobrina Rose-Marie yace con gracia, perezosamente y estirada en un lujoso sofá en un interior suntuoso, posiblemente en un hotel, dándose el gusto de soñar. Sargent la apodó Intertwingle por las posturas entrelazadas en las que solía sentarse o tumbarse, como también aparece en este retrato.
El trabajo rezuma lujo y despreocupación. El suntuoso vestido color crema de Rose-Marie y el mantón de lana de cachemira en que envuelve el tronco y brazos, así como la mesa de mármol chapada en oro y el lujoso borde de un marco sobre ella, le dan a la obra un aspecto decadente.
Sargent probablemente pintó Reposo simplemente para su propio placer, al menos no por encargo. A partir de 1907, el retrato tradicional de clientes adinerados destacados empezó a dar paso a experimentar un poco más con posibilidades de composición y poses más libres. El esquema de color está equilibrado y cuidadosamente elegido, al igual que la división de la superficie. Las líneas horizontales de la mesa, el marco y el sofá contrastan con la chica tranquila y descansada. Sin embargo, como en trabajos anteriores, todavía demuestra plenamente su extraordinaria habilidad para representar texturas, jugando constantemente con la luz y las sombras cambiantes.

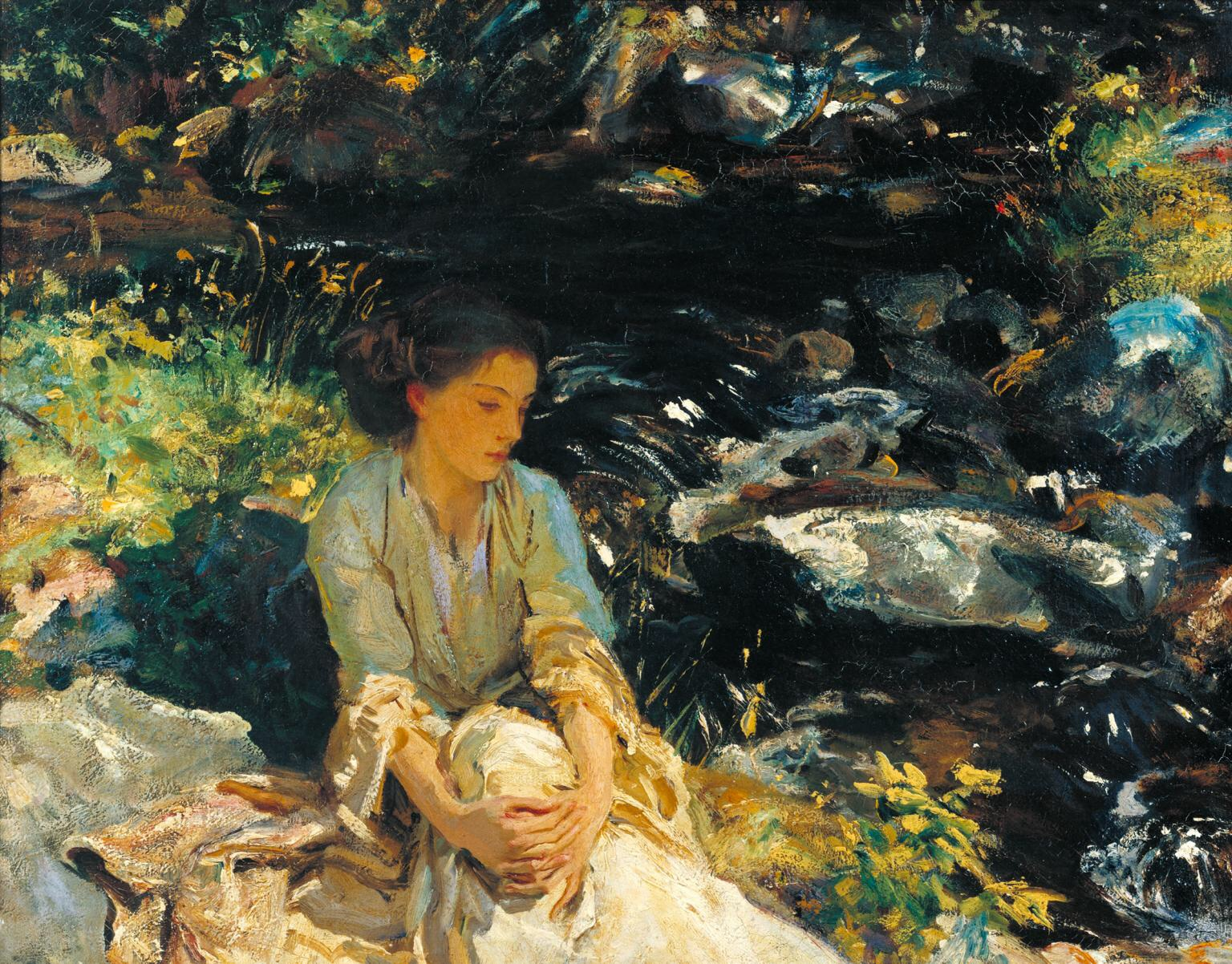
Sargent: The Black Brook, otro retrato de Rose-Marie Osmond, 1908, Tate Gallery.

Como todos los retratos femeninos de Sargent, Nonchaloir también sugiere una cierta autoconciencia femenina. Al mismo tiempo, más que en sus obras anteriores, parece haber cierto malestar. Se ha sugerido que este malestar puede tener que ver con el espíritu de la época, que se caracterizaba por una cierta melancolía por tiempos pasados y un miedo indefinido a los cambios rápidos. A la luz de la calamidad que Rose-Marie enfrentaría poco tiempo después, este pensamiento adquiere una dimensión adicional.

## Historia
Sargent expuso Reposo en Londres en 1911, en el New English Art Club, y en Washington D. C. en 1912, en la Corcoran Gallery of Art. Tras la exposición en Londres, la obra fue adquirida por 300 libras por el empresario y coleccionista de arte germano-estadounidense Hugo Reisinger, quien, sin embargo, no recibió la obra hasta diciembre de 1912. La correspondencia de Sargent al marchante de arte londinense Lewis Hinds, que actuó como intermediario, indica que después de la primera exposición en Londres y antes de la transferencia final, Sargent hizo cambios en la cabeza y las manos para mejorarlas.
En 1948, el hijo de Reisinger, Carl-Hugo, donó la obra a la Galería Nacional de Arte en Washington D.C, donde todavía se exhibe.